# Veveří (loď, 1947)
Loď Veveří je třetí lodí (pokud nepočítáme malý člun Svratka), která byla v provozu lodní dopravy na Brněnské přehradě. Zároveň se jedná o první plavidlo, na jehož stavbě se podílel Dopravní podnik města Brna (DPMB).

## Historie

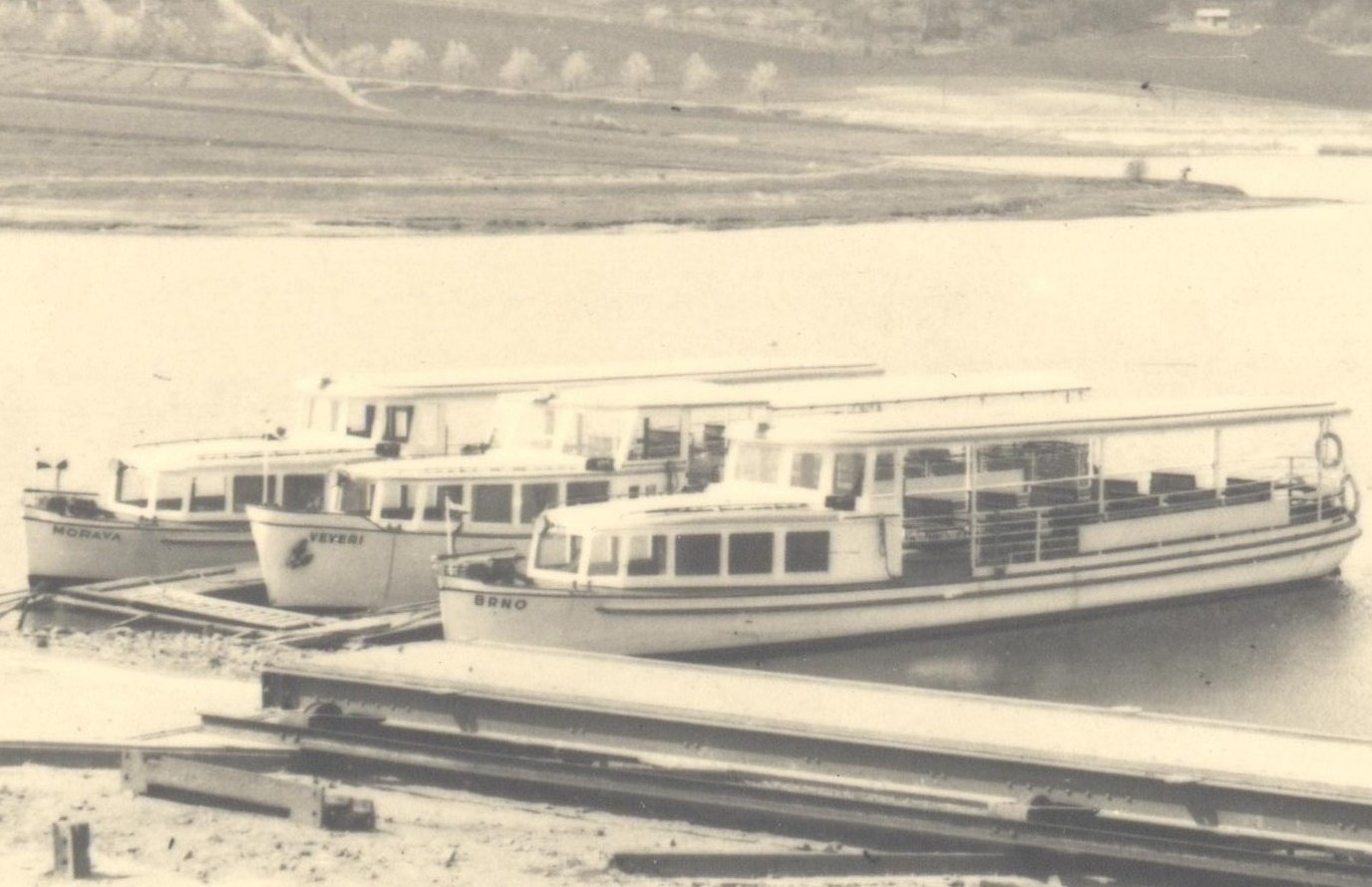
Loď Veveří (uprostřed) společně s téměř shodnými sesterskými loděmi Morava (vlevo) a Brno (vpravo)

Protože bylo jasné, že dvě lodě (Brno a Morava) s malým člunem (Svratka) nemohou zvládnout nápor cestujících, došlo zřejmě ještě v roce 1946 k objednání další lodě podobné konstrukce jako obě původní německá plavidla. Trup, jenž byl vyroben v loděnici Adolf Špirk, Praha Smíchov, byl po svém dokončení převezen do Brna, kde pracovníci dopravního podniku postavili nástavbu. Loď Veveří byla slavnostně spuštěna na vodu na konci srpna 1947 a ihned se zapojila do běžného provozu.
Protože ale zájemců o přepravu jednou z lodí na Brněnské přehradě přibývalo, DPMB se po stavbě dalších tří lodí přeorientoval na stavbu velkých, dvoupalubových lodí. Po zprovoznění druhé, Moskvy, bylo v roce 1955 rozhodnuto vyřadit jednu loď malé velikosti. Byla zvolena loď Veveří, která tak byla v provozu pouhých 8 let.
Loď byla odprodána národnímu podniku Pramen. Ještě předtím ale bylo plavidlo zcela přestavěno na bezejmennou plovoucí prodejnu. Lodní prodejna byla na Brněnské přehradě v provozu zřejmě v letech 1956–1962. Poté byla odprodána na slovenskou Oravskou přehradu. Není vyloučeno, že zde nějaký čas sloužila stejnému účelu. Neznámo kdy byla loď vytažena na břeh, do trupu i nástavby byl vyříznut vstup a plavidlo sloužilo jako převlékárna pro rekreanty z blízké pláže. Někdy po roce 1971 byla loď sešrotována.

## Konstrukce
Veveří bylo podobné konstrukce jako předchozí dvě lodě, které byly na Brněnskou přehradu dodány. Jednalo se tedy velikostně o malou loď (kapacita 135 osob), jejíž nástavba byla rozdělena na přední uzavřenou kajutu, kde bylo 12 míst k sezení, a velkou otevřenou zadní palubu krytou plátěnou střechou (ta se dala za pěkného počasí svinout). Stanoviště kapitána se nacházelo na rozhraní zadní paluby a přední snížené kajuty, přes kterou měl vůdce lodi výhled.
Trup nového plavidla, který byl mohutnější než u Brna a Moravy, již ale nebyl nýtovaný, nýbrž svařovaný. Loď byla poháněna stejnosměrným elektromotorem, jehož typ ani výrobce není znám. Elektromotor byl napájen akumulátorovou baterií.
Při přestavbě na plovoucí prodejnu podniku Pramen byla původní nástavba nahrazena novou, která byla zcela odlišná od původního řešení. Paluba byla snížena na úroveň přední kajuty, záď lodi byla uzavřena a nové stanoviště kapitána bylo vyvýšené nad střechou plavidla. Elektrický pohon byl nahrazen naftovým motorem. V lodi byly také umístěny chladicí a mrazicí boxy pro potraviny.